# Мужская сборная Австралии по баскетболу 3×3
Мужская сборная Австралии по баскетболу 3×3 представляет Австралию на международных соревнованиях по баскетболу 3×3. Управляющим органом является Федерация баскетбола Австралии.
По состоянию на 16 августа 2024, мужская сборная Австралии по баскетболу 3×3 занимает 35-е место в мировом рейтинге ФИБА мужских сборных по баскетболу 3×3.

## Результаты выступлений
| Турнир                           | Золото | Серебро | Бронза | Всего |
| -------------------------------- | ------ | ------- | ------ | ----- |
| Чемпионат мира по баскетболу 3×3 | —      | —       | —      | —     |
| Чемпионат Азии                   | 4      | 1       | 1      | 6     |
| Игры Содружества                 | 0      | 1       | 0      | 1     |
| Итого                            | 4      | 2       | 1      | 7     |

### Чемпионат мира по баскетболу 3x3
| Год            | Место          | Игры           | Победы         | Поражения      | Состав команды                                                |
| -------------- | -------------- | -------------- | -------------- | -------------- | ------------------------------------------------------------- |
| 2012—2018      | не участвовали | не участвовали | не участвовали | не участвовали | не участвовали                                                |
| Амстердам 2019 | 10             | 4              | 2              | 2              | Tim Coenraad, Greg Hire, Andrew Steel, Tom Wright             |
| 2022           | не участвовали | не участвовали | не участвовали | не участвовали | не участвовали                                                |
| Вена 2023      | 15             | 4              | 1              | 3              | Daniel Johnson, Mitchell McCarron, Andrew Steel, Lucas Walker |

### Чемпионат Азии по баскетболу 3x3
| Год             | Место          | Игры           | Победы         | Поражения      | Состав команды                                                                         |
| --------------- | -------------- | -------------- | -------------- | -------------- | -------------------------------------------------------------------------------------- |
| 2013            | не участвовали | не участвовали | не участвовали | не участвовали | не участвовали                                                                         |
| Улан-Батор 2017 | 3              | 7              | 5              | 2              | Lucas Barker, Darcy John Harding, Owen Anuoluwa Odigie, Andrew Steel                   |
| Шэньчжэнь 2018  | 1              | 10             | 10             | 0              | Thomas Garlepp, Owen Anuoluwa Odigie, Andrew Steel, Tom Wright                         |
| Чанша 2019      | 1              | 5              | 5              | 0              | Tim Coenraad, Greg Hire, Lucas Walker, Tom Wright                                      |
| Сингапур 2022   | 1              | 5              | 5              | 0              | Greg Hire, Daniel Johnson, Andrew Steel, Jesse Kendall James Wagstaff                  |
| Сингапур 2023   | 2              | 5              | 4              | 1              | Todd Blanchfield, Daniel Johnson, Andrew Steel, Lucas Walker                           |
| Сингапур 2024   | 1              | 5              | 5              | 0              | Todd Blanchfield, Joshua Samuel Davey, William David Hickey, James Alexander O’Donnell |

### Игры Содружества
| Год            | Место | Игры | Победы | Поражения | Состав команды                                           |
| -------------- | ----- | ---- | ------ | --------- | -------------------------------------------------------- |
| Бирмингем 2022 | 2     | 6    | 4      | 2         | Greg Hire, Daniel Johnson, Jesse Wagstaff, Thomas Wright |